# Іванківці (Дубенський район)
Іва́нківці — село в Україні, у Млинівській селищній громаді Дубенського району Рівненської області. Населення становить 94 осіб.

## Історія
Документи свідчать, що терени села були обжиті вже в XVI ст. Згідно з переказом про походження назви села, у 1540  р. поселенням володів пан на прізвисько «Іванко-кровопивця». Він не тільки гнобив кріпаків, знущався над ними, але міг настільки розперезати свою жорстокість, що люди гинули. Однак це не завадило від Іванка найменувати село, яке стало Іванківцями.
Роду Іванків село належало до 1731 року.
Про село Іванківці згадує М. Теодорович у «Історико-статистичному описі церков та приходів Волинської єпархії» (1889 р.). Тоді власником населеного пункту був пан Юховський. Прихожани Іванківців ходили на службу Божу до храму у Косареві.
7 (20) листопада 1917 року, відповідно до Третього Універсалу Української Центральної Ради, увійшло до складу Української Народної Республіки.
12 червня 2020 року, відповідно до розпорядження Кабінету Міністрів України № 722-р від «Про визначення адміністративних центрів та затвердження територій територіальних громад Рівненської області», увійшло до складу Млинівської селищної громади.
19 липня 2020 року, в результаті адміністративно-територіальної реформи та ліквідації Млинівського району, село увійшло до складу Дубенського району.

## Етнографія
Престольний празник — на Покрову.

## Населення

### Мова
Розподіл населення за рідною мовою за даними перепису 2001 року:
| Мова       | Кількість | Відсоток |
| ---------- | --------- | -------- |
| українська | 94        | 100%     |

## Відомі люди
- Микола Іванович Муляр - співак, лауреат багатьох вокальних конкурсів.
- Володимир Дорофійович Гайбонюк - завідувач кафедрою Рівненського гуманітарного університету, професор Рівненського відділення Вищої школи прав держави Національної Академії наук, заслужений працівник культури.
- Бобрик Феофан Михайлович - графік, живописець, член Національної спілки художників України.